# Матвеев, Анатолий Дмитриевич
Анато́лий Дми́триевич Матве́ев (1 марта 1926 года, деревня Уголок — 18 марта 2000 года) — российский учёный, доктор наук, профессор, лауреат Премии Совета Министров СССР.

## Биография
Родился 1 марта 1926 года в деревне Уголок Нерехтского уезда Костромской губернии.
В 1936 году вместе с семьёй переехал в Мытищинский район Московской области.
Окончил Мытищинскую среднюю школу № 5 (1943), МВТУ имени Н. Э. Баумана по специальности «Машины и технология обработки металлов давлением» (годы учёбы 1944—1950) и аспирантуру (1952—1956).
В 1943—1944 и 1950—1952 работал на заводе № 88 рабочим, инструктором, мастером и инженером.
В 1956—1959 зав. кафедрой Омского машиностроительного института. В апреле 1958 года защитил в МВТУ кандидатскую диссертацию на тему «Исследование листовой формовки».
В 1959 г. вернулся в Москву и с 1960 г. работал в МАМИ доцентом кафедры «Машины и технология обработки металлов давлением».
Защитил докторскую диссертацию на тему «Исследование местного прекращения деформации и изменения формы листовой заготовки при её растяжении в штамповочных операциях» (1971).
Профессор (1973).
С 1985 по 1997 год зав. кафедрой «Машины и технология обработки металлов давлением».

## Награды и звания
В 1986 году за разработку и внедрение прогрессивных малоотходных технологических процессов листовой штамповки для изготовления деталей автомобилей семейства ВАЗ удостоен Премии Совета Министров СССР.
Заслуженный деятель науки и техники РСФСР (1991).
Награждён медалью «Ветеран труда», золотой и серебряной медалями ВДНХ.
Творческое наследие: более 100 научных трудов и 20 изобретений.